# Municipio de East Whiteland
El municipio de East Whiteland (en inglés, East Whiteland Township) es un municipio del condado de Chester, Pensilvania, Estados Unidos. Tiene una población estimada, a mediados de 2022, de 14 911 habitantes.

## Geografía
Está ubicado en las coordenadas 40°02′52″N 75°33′15″O / 40.04778, -75.55417 (40.047648, -75.554062).

## Demografía
Según el censo de 2000, en ese momento los ingresos medios de los hogares eran de $69 500 y los ingresos medios de las familias eran de $75 818. Los hombres tenían ingresos medios por $55 969 frente a los $35 507 que percibían las mujeres. Los ingresos per cápita eran de $30 258. Alrededor del 4.7% de la población estaba por debajo de la línea de pobreza.
De acuerdo con la estimación 2017-2021 de la Oficina del Censo, los ingresos medios de los hogares son de $127 353 y los ingresos medios de las familias son de $140 838. Los ingresos per cápita en los últimos doce meses, medidos en dólares de 2021, son de $57 442. Alrededor del 5.2% de la población está por debajo de la línea de pobreza.